# Émission stimulée

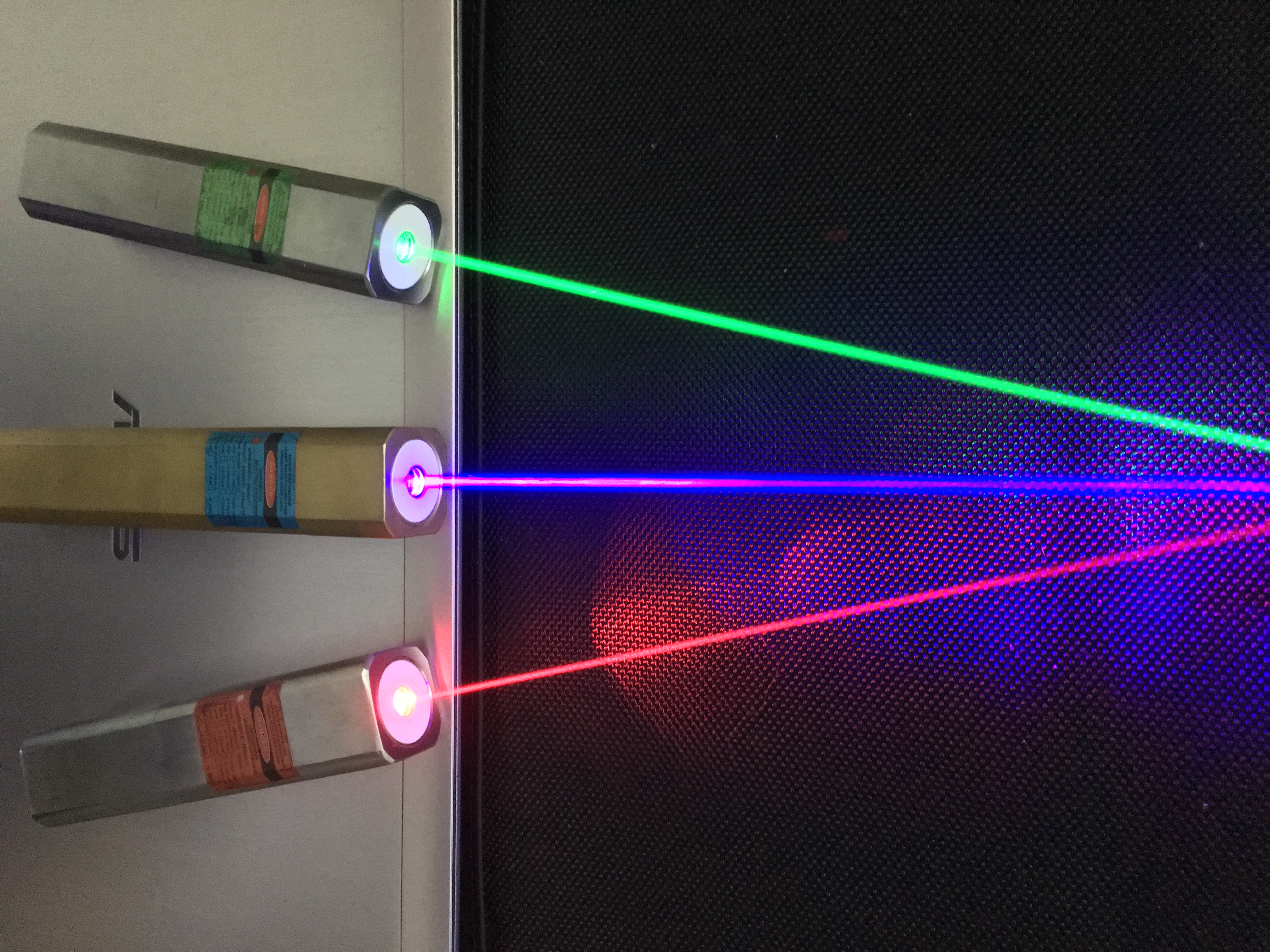
Émission stimulée (lasers).

L’émission stimulée (ou émission induite) est, en physique atomique, le processus de désexcitation d'un électron favorisé en illuminant l’atome d’une lumière ayant une longueur d’onde correspondant à l’énergie de transition entre les deux états électroniques. Ce processus, qui est la base du fonctionnement des lasers, ne peut être compris que dans le cadre de la théorie quantique des champs qui considère d’un point de vue quantique à la fois l’électron en orbite autour de l’atome ainsi que le champ électromagnétique qui interagit avec l’atome. Dans le cas de l’émission stimulée (à l'inverse de l’émission spontanée où le photon peut être émis dans n’importe quelle direction), les deux photons (le photon incident et le photon émis) sont émis dans la même direction.

## Aperçu
Les électrons ainsi que leur interaction avec les champs magnétiques constituent une notion importante dans la compréhension de la physique et de la chimie. D’après la vision classique, l'énergie d'un électron en orbite autour d’un noyau atomique est plus élevée pour les orbites les plus éloignées du noyau d’un atome. Cependant, les effets de la mécanique quantique forcent les électrons à prendre des positions discrètes dans les orbitales.
Ainsi, les électrons sont trouvés à des niveaux d'énergie spécifiques, comme le montre le schéma suivant :
Quand un électron absorbe de l'énergie, aussi bien par la lumière (photon) que par la chaleur (phonons), il reçoit de l’énergie quantique. Cependant, les transitions sont uniquement autorisées entre les niveaux d’énergies discrets tels que sur le schéma ci-dessus. Cela conduit à des lignes d’émission et d’absorption.
Lorsqu’un électron est excité depuis un niveau d’énergie faible vers un niveau plus élevé, il est rare qu’il y reste indéfiniment. Un électron excité peut se désexciter vers un niveau d’énergie qui n’est pas occupé après une constante de temps particulière caractérisant cette transition. L’intervention ou non d’un paramètre extérieur sur la transition définit s’il s’agit d’une émission spontanée, ou d’une émission stimulée.

## Historique
L'étude de l’interaction entre la lumière et la matière au XIXe a fini par se heurter à la « catastrophe ultraviolette ». Un corps noir étant défini comme un équilibre thermodynamique entre un rayonnement électromagnétique et la matière à une température donnée, le calcul de la distribution en fréquence de l’intensité du rayonnement de ce corps noir suivant la loi de Maxwell diverge aux fréquences élevées (ultraviolet). En décembre 1900, Max Planck publie un calcul révolutionnaire dans lequel, empiriquement, il quantifie, rend discret, l’espace des phases de l’onde électromagnétique et obtient ainsi la bonne distribution en fréquence de l’intensité du rayonnement du corps noir. Ce travail déroutant, en ce qu’il contrevient au caractère continu de nos perceptions, lui valut le prix Nobel en 1918.
En 1887, Heinrich Hertz et Philipp Lenard découvrirent l’effet photoélectrique dans lequel de la lumière arrache des électrons à un métal. Curieusement l’énergie de ces électrons ne dépend pas de l’intensité de la lumière, seul leur nombre en dépend et il existe une fréquence seuil de la fréquence de la lumière en dessous de laquelle aucun électron n’est émis quelle que soit l’intensité lumineuse.
C’est Albert Einstein, en 1905, qui va élucider cet effet. Il comprend que la lumière est constituée de grains d’énergie ; plus la fréquence de cette lumière est élevée, plus l’énergie contenue dans un grain l’est aussi, plus l’intensité de cette lumière est élevée, plus il y a de grains. L’énergie contenue dans un grain de lumière verte est plus élevée que celle d’un grain de lumière rouge, par exemple. Côté matière, l’énergie nécessaire pour extraire un électron d’un métal dépend de la nature du métal : il faut moins d'énergie pour extraire un électron d’une plaque de sodium que d’une plaque de cuivre. Einstein comprend donc que l’extraction d’un électron d’un métal impose que les grains d’énergie qui constituent la lumière qui frappe le métal aient une énergie supérieure ou égale à l’énergie d’extraction d’un électron. Ce travail qui contredit la nature ondulatoire de la lumière établie depuis Young lui valut le prix Nobel de 1921.
Albert Einstein chercha alors sans succès immédiat à savoir si cette description particulaire de la lumière était cohérente avec la description discrète des ondes électromagnétiques de Planck. Pour progresser, il lui fallut attendre les travaux de Niels Bohr, prix Nobel 1922 pour ses études sur la structure des atomes et leur interaction avec la lumière. Dans le modèle d’atome de Bohr, établi en 1913, les électrons tournent autour du noyau sur des orbites stables ayant des énergies potentielles bien définies. Un électron se trouvant sur un niveau d’énergie peut posséder un niveau d’énergie plus élevé en absorbant de la lumière dont la fréquence correspond à la différence d’énergie entre les deux niveaux : c’est l’absorption de la lumière. Cet électron peut retomber spontanément sur le niveau inférieur en émettant de la lumière à la même fréquence : c’est l’émission spontanée.
Muni de ce modèle, Einstein reprend son travail de recherche de la cohérence de la description quantique de la lumière avec la distribution du corps noir établie par Planck. Et en 1917, il découvre qu’elle n’est possible qu’après adjonction d’un troisième terme dans l’interaction lumière-matière : un électron peut tomber d’un niveau haut à un niveau bas lorsqu’il reçoit un photon à l’énergie de transition. C’est l’émission stimulée. Dans ce processus, le photon incident et le photon émis sont jumeaux, ils ont exactement les mêmes caractéristiques : direction de propagation, fréquence, polarisation.